# Rezerwat przyrody Lasy Janowskie
Lasy Janowskie – rezerwat przyrody znajdujący się na terenie gmin Janów Lubelski oraz Dzwola w województwie lubelskim. Leży w obrębie Parku Krajobrazowego Lasy Janowskie.
- powierzchnia (według aktu powołującego): 2676,87 ha[1]
- powierzchnia (dane nadesłane z nadleśnictwa): 2674,44 ha
- rok utworzenia: 1984
- dokument powołujący: Zarządzenie Ministra Leśnictwa i Przemysłu Drzewnego z dnia 18 maja 1984 roku w sprawie uznania za rezerwat przyrody (MP nr 15, poz. 108).
- przedmiot ochrony (według aktu powołującego): zachowanie kompleksu lasów mieszanych w miejscu upamiętniającym największą na ziemiach polskich bitwę partyzantów polskich i radzieckich z najeźdźcą hitlerowskim[1].

Rezerwat nie posiada planu ochrony, obowiązują w nim jednak zadania ochronne, na mocy których obszar rezerwatu podlega ochronie czynnej.
W północno-wschodniej części rezerwatu, w obrębie Porytowego Wzgórza znajduje się pomnik zbudowany według projektu Bronisława Chromego, upamiętniający te wydarzenia, cmentarz partyzancki, ogrodzenia byłych mogił partyzanckich, ślady okopów i stanowisk ogniowych. Przez tereny te wiedzie ścieżka edukacyjna o długości 1,5 km, której trasa rozpoczyna się przy przestronnym parkingu dla samochodów i autokarów, usytuowanym przy granicy rezerwatu.